# Myricks Corner
Myricks Corner – obszar niemunicypalny w Kern County, w Kalifornii (Stany Zjednoczone), na wysokości 107 m.